# Tom Bosley
Thomas Edward Bosley (ur. 1 października 1927 w Chicago, zm. 19 października 2010 w Rancho Mirage) – amerykański aktor, osobowość telewizyjna i komik. Laureat nagrody Tony.
Odtwórca roli Howarda C. Cunninghama w sitcomie ABC Happy Days (1974−1984), za którą w 1978 był nominowany do nagrody Emmy. Występował w roli księdza Dowlinga z serialu NBC/ABC Detektyw w sutannie (ang. Father Dowling Mysteries, 1989−1991).

## Życiorys
Urodził się w rodzinie pochodzenia żydowskiego jako syn Dory (z domu Heyman) i Benjamina Bosleya. Miał brata Richarda. Uczęszczał do Lake View High School w Chicago i służył w United States Navy w czasie II wojny światowej. Studiował na DePaul University w Chicago w 1947. Mieszkając w Nowym Jorku w latach 50. XX wieku, pracował jako kontroler kapeluszy w restauracji Lindy's i portier w Tavern on the Green. Uczył się aktorstwa u Lee Strasberga w Actors Studio.
W 1955 zadebiutował na scenie off-Broadwayu w roli Duponta−Duforta Juniora w sztuce Jeana Anouilha Karnawał złodziei. W tym samym roku trafił na ekran jako Walet kier w telewizyjnej adaptacji powieści Lewisa Carrolla Alicja w Krainie Czarów (Alice in Wonderland, 1955) z Evą Le Gallienne. W 1958 zadebiutował na Broadwayu w adaptacji powieści Grahama Greene’a Moc i chwała. W 1960 zdobył nagrodę Tony, grając ekstrawaganckiego burmistrza Nowego Jorku Fiorello La Guardię w musicalu Fiorello!.
Twierdził, że postać detektywa Johna Bosleya (w tej roli David Doyle) z serialu Aniołki Charliego przejęła jego nazwisko przez producenta Aarona Spellinga, który chciał, aby Bosley zagrał tę rolę.
Zmarł 19 października 2010 w Rancho Mirage w Kalifornii w wieku 83 lat na raka płuc.

## Filmografia

### Filmy
- 1964: Świat Henry’ego Orienta jako Frank Boyd
- 1987: Bajka o krasnoludkach jako David (głos)
- 1987: Pinokio i Władca Ciemności jako majster Geppetto (głos)
- 2010: Plan B jako Arthur

### Seriale
- 1965: Doktor Kildare jako Harry Markham
- 1968: Bonanza jako Titus Simpson
- 1969: Bonanza jako Hiram Peabody
- 1970: Bill Cosby Show jako Cookie Moharg
- 1971: Ożeniłem się z czarownicą jako Ferdy
- 1971: Mission: Impossible jako Henry Matula
- 1972: Ulice San Francisco jako Saretti
- 1973: Ulice San Francisco jako Eddie Coughlin
- 1974−1984: Happy Days jako Howard Cunningham
- 1976: Statek miłości jako George Havlicek
- 1976: Ulice San Francisco jako Eddie Clark
- 1982: Statek miłości jako Harry Meacham
- 1983: Statek miłości jako Herbert Chandler
- 1984−1988: Napisała: Morderstwo jako szeryf Amos Tupper
- 1985: Statek miłości jako George Hammond
- 1987: Statek miłości jako Howard Pfister
- 1988−1989: Nie z tego świata jako dziadek Zelig
- 1989−1991: Detektyw w sutannie (Father Dowling Mysteries) jako ks. Dowling
- 1993: Pełzaki jako Strike Maxwell (głos)
- 1994: Prawo Burke’a jako dr Blake
- 1996: The Drew Carey Show jako pan Bobeck
- 1996: Chłopiec poznaje świat jako Tom Bosley
- 1997: Johnny Bravo jako Święty Mikołaj (głos)
- 1999: Zdarzyło się jutro jako wujek Vic
- 1999: Port Charles jako Burt
- 2000: Jack i Jill jako Bernie
- 2000: Strażnik Teksasu jako minister
- 2001: Ostry dyżur jako Walter Nikolaides
- 2001: Sprawy rodzinne jako Kyle Mason
- 2002: Dotyk anioła jako Elmer
- 2002: Pełzaki jako Dwayne Tickerbacker (głos)
- 2005: Byle do przodu jako dr S.T. Bloom
- 2005: Pogoda na miłość jako Mel McFadden
- 2005: Głowa rodziny jako Howard Cunningham (głos)
- 2006: Różowe lata siedemdziesiąte jako dr Hammond